# Yui Mizuno
Pour les articles homonymes, voir Mizuno (homonymie).
 (juin 2023).
Si vous disposez d'ouvrages ou d'articles de référence ou si vous connaissez des sites web de qualité traitant du thème abordé ici, merci de compléter l'article en donnant les références utiles à sa vérifiabilité et en les liant à la section « Notes et références ».
Yui Mizuno (水野由结, Mizuno Yui), née le 20 juin 1999, est une chanteuse, actrice et idole japonaise, ex-membre du groupe féminin japonais Sakura Gakuin et ainsi que ses sous-unités Twinklestars et Mini-Patissier. Elle est surtout connue pour avoir fait partie du groupe Babymetal de 2010 à 2018.

## Présentation
Yui naît le 20 juin 1999 à la préfecture de Kanagawa. 

## Biographie
Elle commence une petite carrière d'actrice en 2009, en jouant dans des dramas. Elle n'a alors que 10 ans.
Elle joint le groupe féminin japonais Sakura Gakuin, avec un autre membre Moa Kikuchi en tant que nouveau membre en août 2010, avant que le groupe sorte son premier single. Elle et Moa sont alors à ce moment-là les plus jeunes membres. Elles feront toutes les deux partie du premier sous-groupe Twinklestars (dans le thème du sport) avec d'autres membres de Sakura Gakuin.
Peu de temps après, les deux jeunes filles formeront le deuxième sous-groupe de Sakura Gakuin, Babymetal (dans le thème de la musique metal) avec un autre membre plus âgé, Suzuka Nakamoto, qui en sera la leader.
Dans ce trio, elle est seulement danseuse et chanteuse secondaire. Elle adopte son nom de scène Yuimetal, et sort avec ce groupe plusieurs singles. Le groupe marche plutôt bien, au Japon ainsi qu'en Europe, et donne quelques concerts en solo dans presque toute la péninsule nippone. Le groupe est produit par plusieurs musiciens de metal, dont les noms de scène sont similaires à ceux des membres de Babymetal, comme Nakametal, KxBxMetal, Tsubometal et Takemetal. 
En 2011, elle remplace avec Moa Kikuchi et Hana Taguchi, les membres Raura Iida, Marina Horiuchi et Nene Sugisaki, du trio formé l'année précédente, Mini-Patissier (dans le thème de la cuisine), dans lequel sa couleur attribuée est le jaune.
En février 2013, Nakamoto est diplômée de Sakura Gakuin mais reste membre principal de Babymetal. Le sous-groupe travaille désormais en tant que groupe et ne dépend plus du groupe-mère.
En mars 2014, elle est nommée vice-présidente du groupe avec Moa Kikuchi qui, elle, devient 4e présidente du Conseil des étudiants (leader) du groupe après le départ des derniers membres de la 1re génération du groupe[réf. nécessaire].
En octobre 2018, après plusieurs mois de silence et quelques soucis de santé, elle annonce qu'elle quitte Babymetal,.

## Groupes
- Sakura Gakuin (2010-2015)
  - Twinklestars (2010-2015)
  - Mini-Patissier  (2011-2015)
- BABYMETAL (2010-2018)

## Discographie en groupe

### Avec Sakura Gakuin
| #             | Date de sortie   | Titre                                    | Label                 | Remarques               |               |               |               |               |
| Albums studio | Albums studio    | Albums studio                            | Albums studio         | Albums studio           | Albums studio | Albums studio | Albums studio | Albums studio |
| ------------- | ---------------- | ---------------------------------------- | --------------------- | ----------------------- | ------------- | ------------- | ------------- | ------------- |
| 1             | 27 avril 2011    | Sakura Gakuin 2010nendo ~message~        | Toys Factory          |                         |               |               |               |               |
| 2             | 21 mars 2012     | Sakura Gakuin 2011nendo ~FRIENDS~        | Universal Music Japan |                         |               |               |               |               |
| 3             | 13 mars 2013     | Sakura Gakuin 2012nendo ~My Generation~  | Universal Music Japan |                         |               |               |               |               |
| 4             | 12 mars 2014     | Sakura Gakuin 2013nendo ~Kizuna~         | Universal Music Japan |                         |               |               |               |               |
| -             | 5 mai 2014       | Hōkago Anthology from Sakura Gakuin      |                       | Universal Music Japan   |               |               |               |               |
| 5             | 25 mars 2015     | Sakura Gakuin 2014nendo ~Kimi ni Todoke~ | Universal Music Japan | dernier album participé |               |               |               |               |
| Singles       |                  |                                          |                       |                         |               |               |               |               |
| 1             | 8 décembre 2010  | Yume ni Mukatte / Hello! IVY             | Toys Factory          |                         |               |               |               |               |
| 2             | 21 décembre 2011 | Verishuvi                                | Universal Music Japan |                         |               |               |               |               |
| 3             | 15 février 2012  | Tabidachi no Hi ni                       | Universal Music Japan |                         |               |               |               |               |
| 4             | 5 septembre 2012 | Wonderful Journey                        | Universal Music Japan |                         |               |               |               |               |
| 5             | 27 février 2013  | My Graduation Toss                       | Universal Music Japan |                         |               |               |               |               |
| 6             | 9 octobre 2013   | Ganbare!!                                | Universal Music Japan |                         |               |               |               |               |
| 7             | 12 février 2014  | Jump Up ~Chiisana Yūki~                  | Universal Music Japan |                         |               |               |               |               |
| -             | 22 octobre 2014  | Heart no Hoshi                           | Universal Music Japan |                         |               |               |               |               |
| -             | 4 mars 2015      | Aogeba Tōtoshi ~From Sakura Gakuin 2014~ | Universal Music Japan |                         |               |               |               |               |

### Avec Babymetal
| Date de sortie  | Titre de l'album          | Label           | Remarques          |               |               |               |               |               |
| Albums studio   | Albums studio             | Albums studio   | Albums studio      | Albums studio | Albums studio | Albums studio | Albums studio | Albums studio |
| --------------- | ------------------------- | --------------- | ------------------ | ------------- | ------------- | ------------- | ------------- | ------------- |
| 26 février 2014 | BABYMETAL                 | BFM Fox Records | major              |               |               |               |               |               |
| 29 mars 2016    | Metal Resistance          | BFM Fox Records | major              |               |               |               |               |               |
| Singles         |                           |                 |                    |               |               |               |               |               |
| 7 mars 2012     | BABYMETAL × Kiba of Akiba | Toys Factory    | single indépendant |               |               |               |               |               |
| 4 juillet 2012  | Headbanger!!              | Toys Factory    | single indépendant |               |               |               |               |               |
| 9 janvier 2013  | Ijime, Dame, Zettai       | Toys Factory    | single major       |               |               |               |               |               |
| 19 juin 2013    | Megitsune                 | Toys Factory    | single major       |               |               |               |               |               |

### Avec Twinklestars
| 1 | 28 novembre 2010 | Dear Mr. Socrates       | Toys Factory |  |
| 2 | 6 juillet 2011   | Please! Please! Please! | Toys Factory |  |

### Avec Mini-Patissier
| 2012 | Yokubari Fille                     | Sakura Gakuin 2011nendo ~FRIENDS~       |
| 2013 | Miracle♪Pattyful♪Hamburguer        | Sakura Gakuin 2012nendo ~My Generation~ |
| 2013 | Pumkin Parade                      | Ganbare!!                               |
| 2013 | Acha! Cha! Kare                    | Ganbare!!                               |
| 2014 | Shi Yanarihan Nari Dorayaki Musume | Sakura Gakuin 2013nendo ~Kizuna~        |

## Filmographie

### Dramas
- [2009] - MW -Dai Zero Shou ~Akuma no Game~
- [2009] - Sagasou! Nippon Hito no Wasuremono
- [2010] - Kioku no Umi